# سيلينويوريا
سيلينويوريا هو مركب سيلينيوم عضوي صيغته CH4N2Se، والتي يمكن كتابتها على الشكل 
SeC(NH2)2، ويوجد على شكل صلب؛ وهو مشتق السيلينيوم من اليوريا.

## التحضير
يمكن أن يحضر المركب من تفاعل سيلينيد الهيدروجين مع السياناميد؛ ويمكن الحصول على الناتج نفسه من التفاعل مع سياناميد الكالسيوم:
{\displaystyle \mathrm {CaCN_{2}+H_{2}Se+2\,H_{2}O\rightarrow SeC(NH_{2})_{2}+Ca(OH)_{2}} }

## الخواص
بينت دراسة البلورات بالأشعة السينية وجود تهجين مداري من النمط sp2 في البنية، والتي توجد على شكل رنيني؛ كما يوضح الشكل:

## الاستخدامات
يستخدم سيلينويوريا من أجل تحضير مركبات السيلينيوم العضوية الأخرى.